# Tooba
Tooba — благотворительное мобильное приложение, краудфандинг платформа для сбора пожертвований на адресную и системную помощь в благотворительные организации. Основатели проекта — предприниматель Рамазан Меджидов и программист Тимур Шарапудинов.

## История
Идея создания приложения принадлежит предпринимателю Рамазану Меджидову. В 2014 году во время Рамадана он хотел пожертвовать средства нуждающимся через мобильное приложение, но не нашел единого сервиса с проверкой объявлений. 
«В один из вечеров я пролистывал сообщения с просьбами о помощи в WhatsApp. Чтобы не нарваться на мошенников и проверить, актуальны ли сообщения, я искал какую-либо мобильную площадку — агрегатор подобных обращений. Таких не было и тогда я решил создать сервис с проверенными сборами. Я хотел дать возможность людям делать пожертвования, не выходя из дома».
Для реализации своей идеи Рамазан обратился к своему другу, программисту Тимуру Шарапудинову. В 2018 году разработчики создали первую версию приложения. Первыми фондами, которые подключили к платформе, стали «Надежда» из Дагестана, «Тешам» и «Клуб добрых людей» из Ингушетии.
С 2019 по 2022 год с помощью платформы было переведено в благотворительные фонды 505 миллионов рублей при средней сумме пожертвования с человека в 100 рублей. Число пользователей Tooba в июле 2022 году — 108 тысяч человек.
В 2024 году общая сумма пожертвований через приложение превысила 1.9 млрд рублей.

## Фонды партнеры
В 2022 году к Tooba были подключены 81 благотворительных фондов, среди которых «Вера», «Дом с маяком», «Дети-бабочки», «Жизнь как чудо», и другие. Для размещения сбора на платформе фонд проходит верификацию. После команда проекта изучает информацию о фонде в открытых источниках: сайте, социальных сетях, отзывах. Также для добавления организации в приложение необходимо предоставить два рекомендательных письма от НКО, которые уже работают с Tooba.

## Поддержка
Первым бренд-амбассадором Tooba стал боец смешанных единоборств Хабиб Нурмагомедов. Команда спортсмена UFC часто упоминает в социальных сетях. Активную поддержку платформе также оказывает медиаменеджер и бывший генеральный директор телеканала «Муз-ТВ» Арман Давлетяров. Менторскую поддержку оказывает соучредитель благотворительного фонда «Нужна помощь», создатель и директор медиапортала «Такие дела» Дмитрий Алешковский.

## Достижения
В феврале 2023-го года пользователи Tooba отправили свыше 100 млн рублей на помощь пострадавшим от землетрясения жителям Турции и южной части Сирии. Сумма была собрана за 4 дня и отправлена в благотворительные фонды «Закят» и «Сабиль» для последующей помощи жертвам катаклизма. Основатель Tooba отмечает, что первые 16 млн рублей были отправлены пользователями за сутки после открытия сбора.
В августе 2023-го года пользователи приложения отправили свыше 50 млн рублей на помощь пострадавшим от взрыва АЗС в Махачкале. Основатель Tooba Рамазан Меджидов комментируя сбор отметил, что за первый час со смартфонов поступило свыше 5 млн рублей, что стало рекордом для приложения.